# Hell Awaits
Hell Awaits è il secondo album in studio del gruppo musicale statunitense Slayer, pubblicato nel marzo 1985 dalla Metal Blade Records.

## Il disco

### Registrazione
L'album precedente era diventato il disco più venduto dalla Metal Blade, vendendo circa 40 000 copie nel mondo; questo successo ispirò il produttore Brian Slagel a voler un altro album di inediti da parte degli Slayer. Slagel decise di assumere il produttore Ron Fair (proveniente dalla Chrysalis Records), il quale dopo aver visto il gruppo esibirsi dal vivo apprezzò la loro performance. Quando vide gli Slayer nello studio di registrazione, Fair affermò "Wow, questi ragazzi sono davvero arrabbiati!", in quanto era ancora inesperto nel lavorare con musicisti provenienti dalla scena heavy metal. Slagel finanziò l'album, in contrapposizione con Show No Mercy, finanziati dal cantante e bassista Tom Araya e dal padre del chitarrista Kerry King.
Il budget organizzato da Slagel permetteva un'assistenza professionale: Bernie Grundman provvide al mastering, Eddy Schreyer si occupò della rimasterizzazione mentre Bill Metoyer (il quale lavorò in precedenza all'EP Haunting the Chapel) lavorò come ingegnere del suono. Tuttavia, in seguito Araya affermò che l'album presenta una produzione di pessima qualità: "Ai giorni d'oggi, la produzione è piuttosto scarsa, ma per i tempi era di tutto rispetto per me. Credo che potremmo rifarlo, ma perché rovinare tutto?" Il batterista Dave Lombardo, d'altra parte, affermò che Hell Awaits presenta una maggiore professionalità di lavorazione rispetto a Show No Mercy.

### Stile e composizione
I temi tratti in Hell Awaits sono più oscuri rispetto a Show No Mercy ed includono principalmente Satana e l'inferno; Hell Awaits presenta alcuni effetti audio, come ad esempio l'intro del brano omonimo, una registrazione rovesciata di una voce demoniaca che ripete "Join us" ("Unisciti a noi"). Musicalmente, l'album presenta un lavoro più progressivo e diversificato rispetto alle pubblicazioni precedenti e secondo Kerry King, lui e Jeff Hanneman in quei tempi erano molto influenzati dalla musica dei Mercyful Fate. Definito come «influente per i futuri gruppi musicali extreme metal», i brani più popolari di Hell Awaits furono reinterpretati da vari artisti e apparvero in molti album tributo. Musicisti quali Phil Anselmo o il batterista Gene Hoglan citano Hell Awaits come una loro influenza principale.

## Tour
Per promuovere Hell Awaits, Slayer intrapresero il Combat Tour con i Venom e con gli Exodus. Un evento piuttosto curioso avvenne nel bus dei Venom: questi ultimi e gli Slayer erano ubriachi mentre ascoltavano Hell Awaits; a un tratto arrivò Araya, il quale, secondo quanto raccontato da Lombardo, esclamò "Dovrei pisciare! Dov'è il bagno?" Il cantante dei Venom Conrad "Cronos" Lant gli rispose "È proprio qui: nella mia bocca!" e Araya lo prese alla lettera urinando sulla sua testa. Cronos reagì tirandogli un pugno in faccia ed Araya fu costretto a proseguire il tour con un occhio nero.

## Tracce
1. Hell Awaits – 6:16 (testo: Kerry King – musica: Jeff Hanneman, Kerry King)
2. Kill Again – 4:56 (testo: Kerry King – musica: Jeff Hanneman, Kerry King)
3. At Dawn They Sleep – 6:17 (testo: Tom Araya, Jeff Hanneman, Kerry King – musica: Jeff Hanneman)
4. Praise of Death – 5:21 (testo: Jeff Hanneman – musica: Kerry King)
5. Necrophiliac – 3:46 (testo: Jeff Hanneman, Kerry King – musica: Jeff Hanneman)
6. Crypts of Eternity – 6:40 (testo: Tom Araya, Jeff Hanneman, Kerry King – musica: Jeff Hanneman, Kerry King)
7. Hardening of the Arteries – 3:55 (Jeff Hanneman)

## Formazione
- Tom Araya – voce, basso
- Jeff Hanneman – chitarra
- Kerry King – chitarra
- Dave Lombardo – batteria